# دونالد داهل
دونالد داهل (بالإنجليزية: Donald Dahl)‏ هو سياسي أمريكي، ولد في 19 مارس 1945، وتوفي في 18 أبريل 2014. حزبياً، نشط في الحزب الجمهوري. وقد انتخب عضو مجلس نواب كنساس.